# Compagnies Républicaines de Sécurité
Compagnies Républicaines de Sécurité, CRS (pol. Republikańskie Kompanie Bezpieczeństwa) – francuskie oddziały prewencji Police nationale (pol. Policja Narodowa), przeznaczone do ochrony porządku publicznego, zabezpieczenia imprez masowych i tłumienia zamieszek i manifestacji.
Utworzone w 1944 roku, zastąpiły Groupe mobile de réserve, GMR (pol. Zmotoryzowane Grupy Rezerwowe), podległe rządowi Vichy. Compagnies Républicaines de Sécurité zostały zreorganizowane w 1948 roku. Użyto ich m.in.: do zdławienia demonstracji studenckich w 1968 roku i 2007.
Francuska żandarmeria – Gendarmerie Nationale (pol. Żandarmeria Narodowa) posiada własne oddziały prewencji, zwaną Gendarmerie mobile (pol. Żandarmeria Zmotoryzowana).

## Galeria

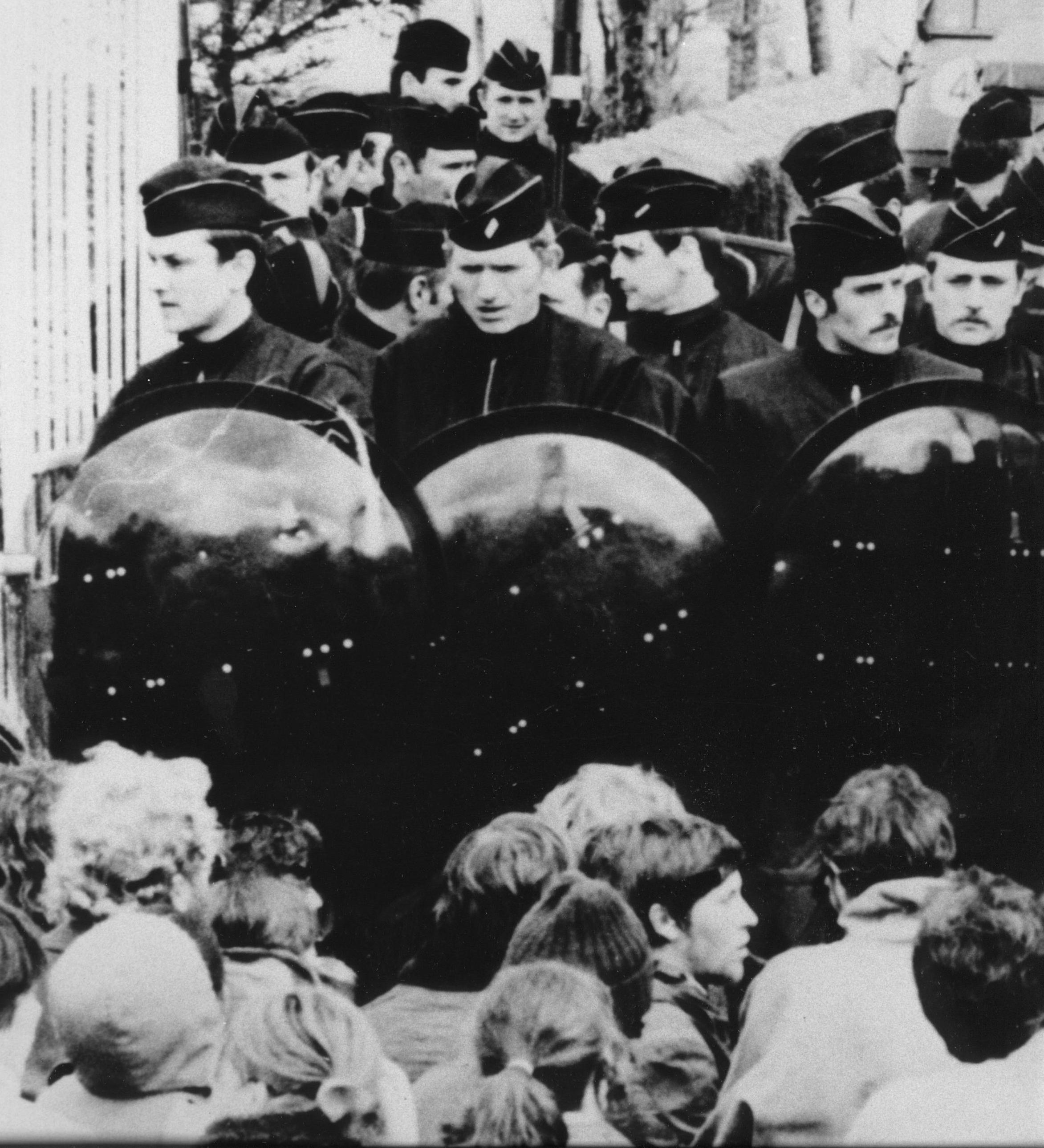
Stłumienie manifestacji w Larzac, rok 1973.
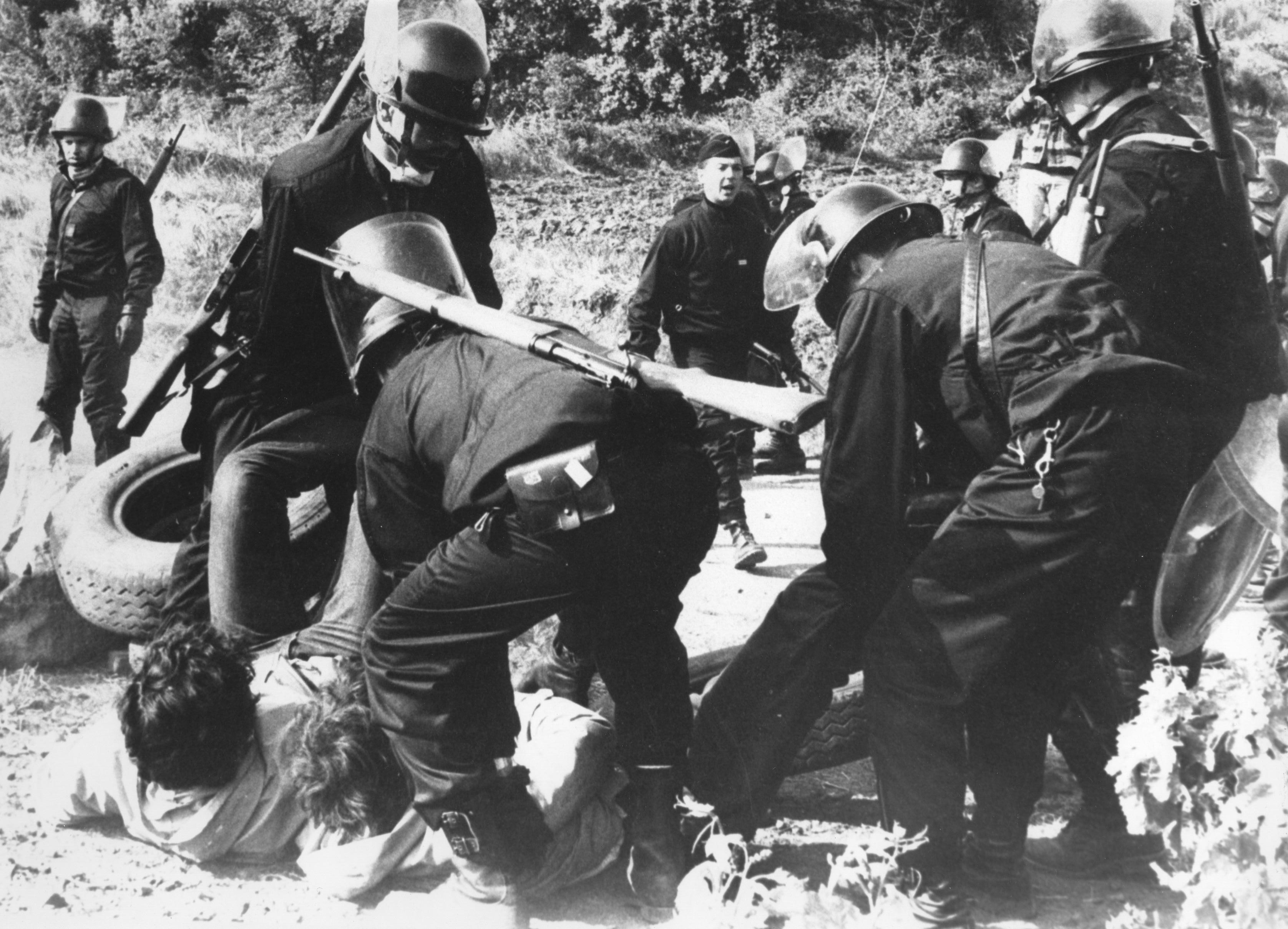
Stłumienie manifestacji w Larzac, rok 1973.
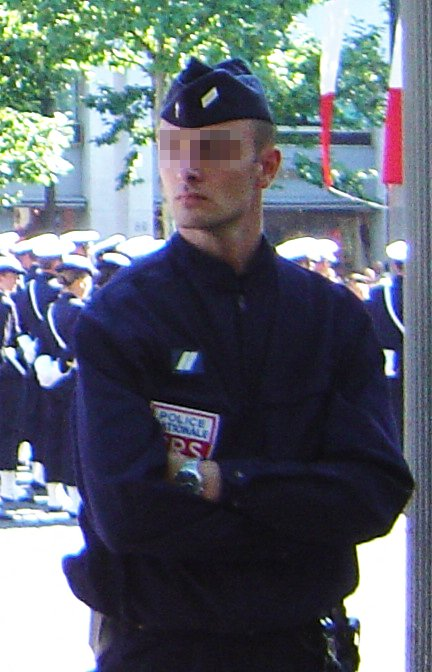
Oficer CRS.
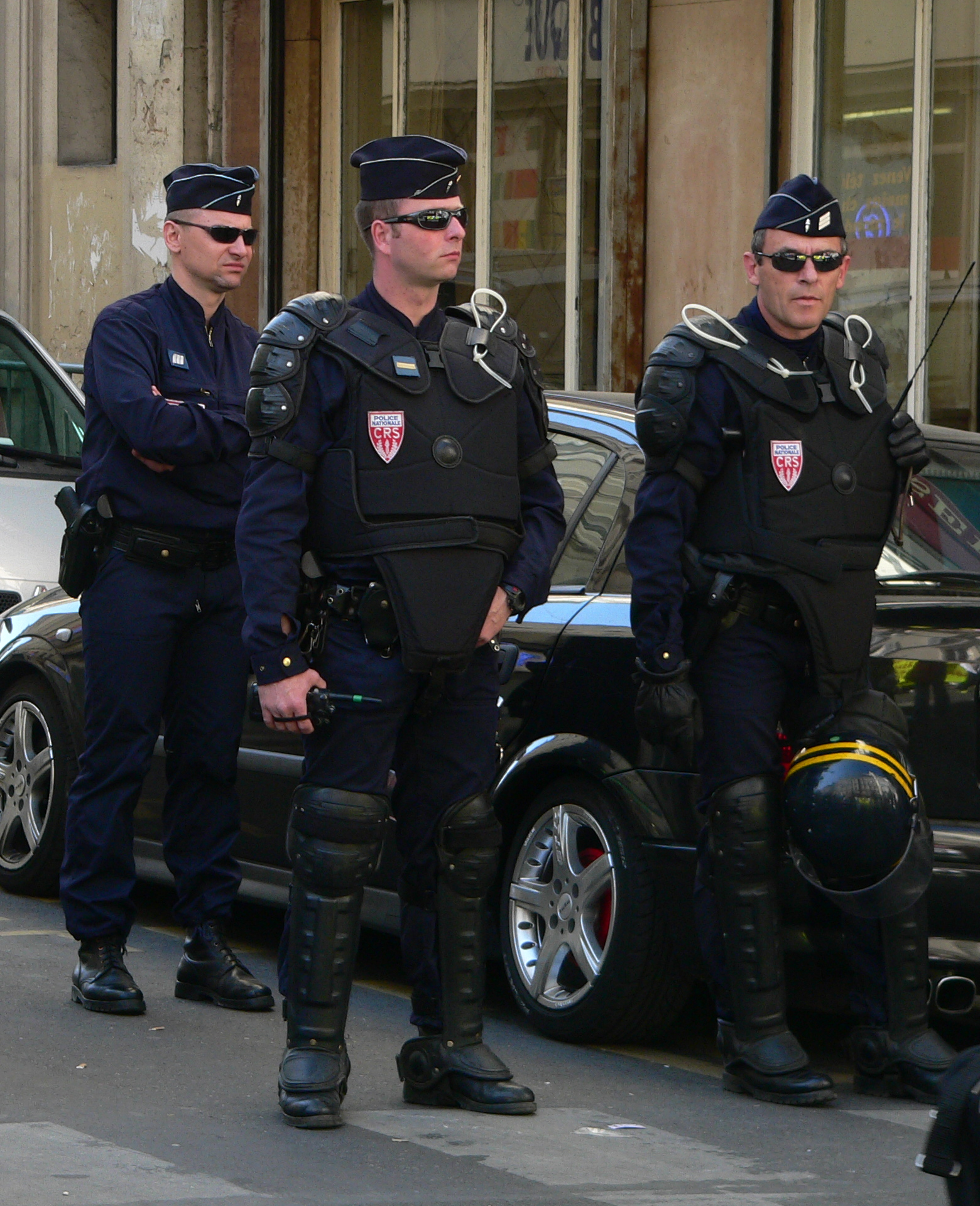
Funkcjonariusze CRS wyposażeni w kamizelki ochronne i kaski.
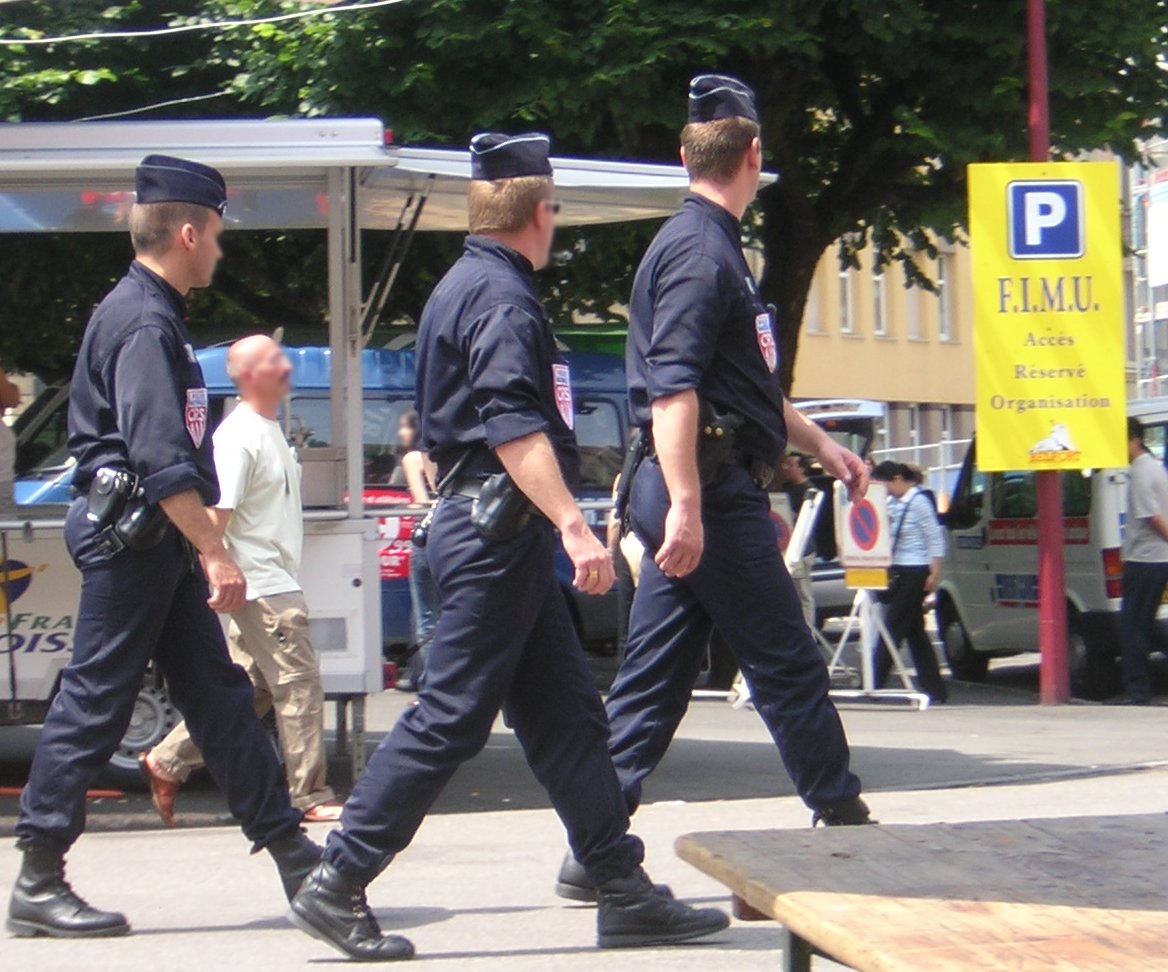
Patrol CRS.
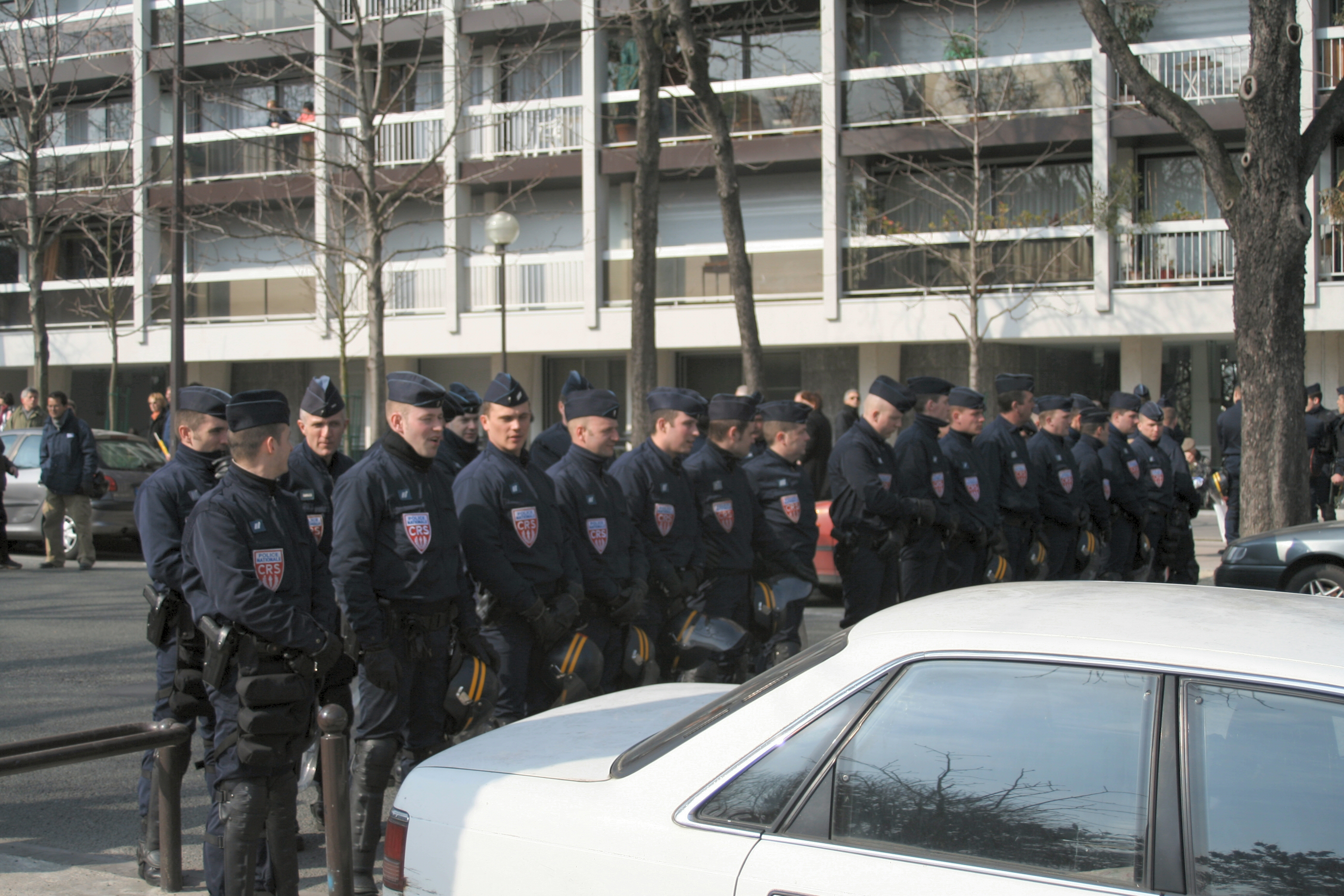
Oddział CRS.
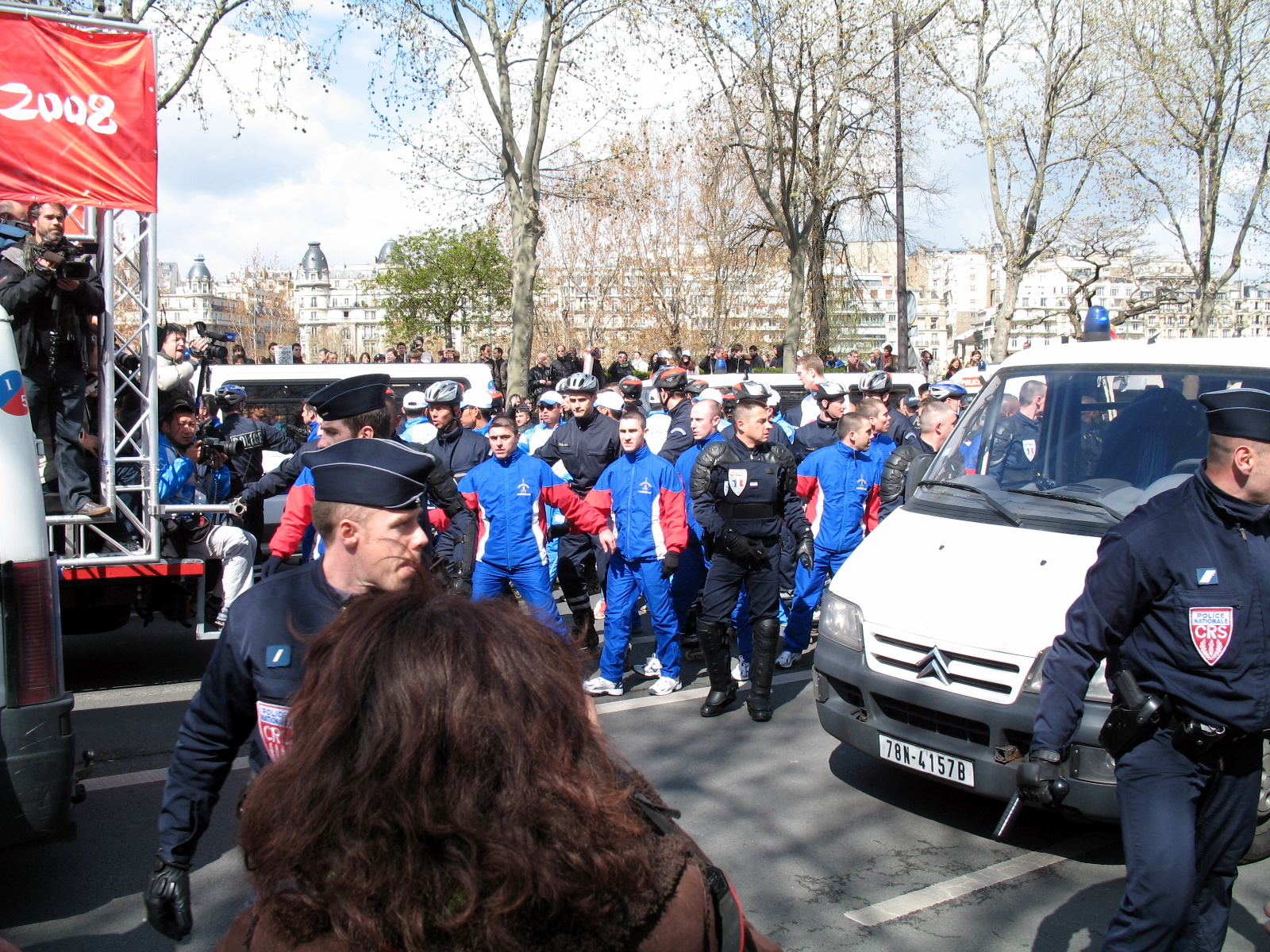
Ochrona znicza olimpijskiego, rok 2008.
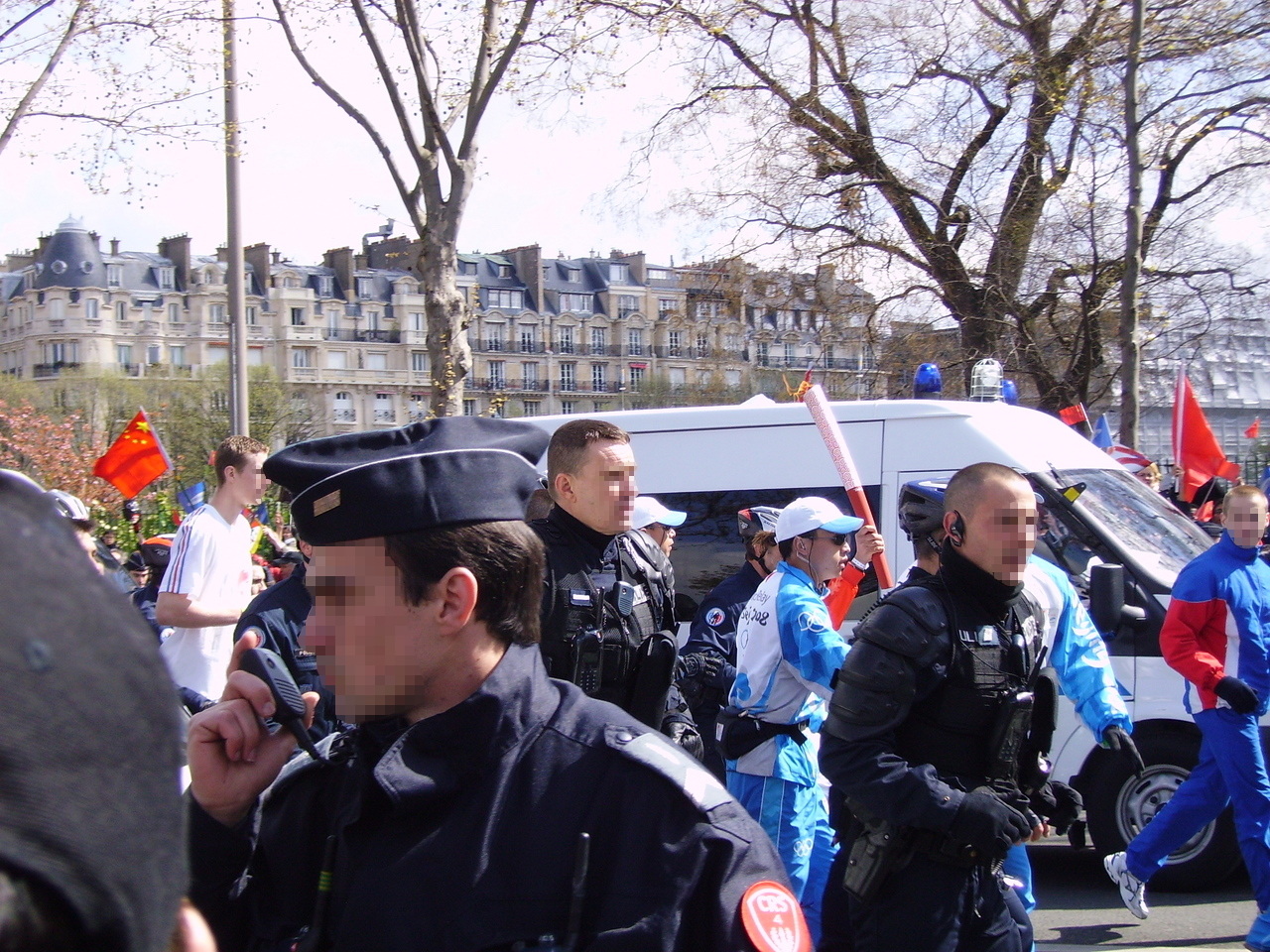
Ochrona znicza olimpijskiego, rok 2008.